# Накопичення (економіка)
В економіці накопичення (англ. hoarding) — це практика зібрання та утримання ресурсів у кількостях, більших, ніж необхідно для безпосереднього використання.

## Штучний дефіцит
Термін «накопичення» може включати в себе практику зібрання та утримання ресурсів для створення штучного дефіциту, таким чином зменшуючи пропозицію товару задля збільшення ринкової ціни, з кінцевою метою — продажу товару та отримання прибутку.

## Накопичення на основі страху
Поведінка накопичення є поширеною реакцією на страх перед неминучим соціальним колапсом або страхом перед можливим дефіцитом деяких благ. Громадянські заворушення або стихійні лиха можуть змусити людей закупати у великій кількості продукти харчування, воду, бензин, генератори, а також інші предмети, які, на їхню думку, можуть незабаром стати дефіцитними. Часто випливає, що накопичення відбувається тому, що люди не вірять, що ринок ефективно працюватиме в поточних або очікуваних умовах.